# Љерка Пејчић
Љерка Пејчић  (Бијељина, 1908 — Београд, 1. мај 2001) била је професорка певања на Факултету драмских уметности у Београду,  где је установила план и програм предмета техника гласа на групи за глуму. Једна је од иницијаторки оснивања Музичке школе „Стеван Стојановић Мокрањац“ у Бијељини. Прва је жена из Бијељине која се образовала на музичкој академији на одсеку за соло певање, на Akademie fur Musik und darstellende Kunst у Бечу.

## Биографија
Љерка Пејчић рођена је 1908. године у Бијељини, у имућној породици Марије и др Лавослава-Славка Пејчића, управника бијељинске болнице. У родном граду је завршила и основну школу. У конвикту у Загребу, завршва гимназију. Од малих ногу је свирала клавир и по положеном пријемном испиту на Музичкој академији у Бечу вредно студира од 1932. до 1936. године, када дипломира на одсеку за соло певање. После студија у Бечу одлази на усавршавање технике гласа у Рим (годину дана, а затим у Милано на Конзерваторијум Верди још годину дана. Наставник је технике гласа.
На Академију за позоришу уметност у Београду долази, као редак стручњак у том домену,1952.године. 
Потпуно посвећена раду са студентима, уживала је поштовање колега и захвалност студената због високе стручности и спремности на предан рад коме је била посвећена. Увек спремна за сарадњу, била је поуздан ослонац наставе у области за коју у нас није било обучених стручњака. Учествовала је на симпозијуму ИТИ–ја у Бриселу са програмом свог предмета, а домете њених студената Факултета драмских уметности, представљени су на симпозијуму ИТИ-ја у Венецији и Штокхолму, те на гостовањима у САД-у. Кад је у своје време гостовала на факултету, чувени светски стручњак CicelyBerry , редитељ за глас РСЦ (Royal Shakespeare Company), дугогодишњи сарадник Питера Брука, показало се  да вежбе проф. Љерке Пејчић, следе поуздан пут за сигуран и богат развој тог важног елемента глумачког образовања. Поседујући богато педагошко искуство, била је драгоцен сарадник на припреми испитних и дипломских радова студената глуме. Њен допринос њиховом успеху није био занемарљив. Поводом 50. годишњице факултета добила је Златну повељу.
На њену иницијативу је 1953. године је у Бијељени основана Школа за основно музичко образовање која данас носи назив Музичка школа „Стеван Стојановић Мокрањац“.
Умрла је 1. маја 2001. године и кремирана на Новом гробљу у Београду.